# Peter Heine (Richter)
Peter Heine  (* 28. Februar 1957 in Hannover) ist ein deutscher Jurist. Er war Richter und bis Ende 2021 Präsident des Landessozialgerichts Niedersachsen-Bremen, des Landessozialgerichts für die Bundesländer Niedersachsen und Bremen.

## Biografie
Heine ist in Hannover aufgewachsen und lebt in Braunschweig. Er studierte Rechtswissenschaften an der Universität Göttingen. Danach war er für einige Monate als Rechtsanwalt tätig gewesen. Im Jahre 1987 wurde Heine Richter in der niedersächsischen Justiz. Er war als Richter am Landgericht Braunschweig und am OLG Braunschweig tätig. 1992/93 nahm er für ein Jahr die Aufgaben als Berater und Richter am Bezirksgericht in Magdeburg für den Umbau des dortigen Justizwesens war. Von 1996 bis 2010 war er im niedersächsischen Justizministerium; zuletzt als Abteilungsleiter und Ministerialdirigent. Am 6. April 2010 wurde er als Nachfolger von Monika Paulat zum Präsidenten des Landessozialgerichts Niedersachsen-Bremen in Celle berufen. Zum Jahresende 2021 ist Heine in den Ruhestand eingetreten.
Heine war in der Leichtathletik in der Mittel- und Langstrecke sowie im Hindernislauf aktiv. Er ist Vorsitzender des Fördervereins Freunde und Förderer des Laufteams Braunschweig.